# قرار مجلس الأمن التابع للأمم المتحدة رقم 974
قرار مجلس الأمن التابع للأمم المتحدة رقم 974، الذي اتخذ بالإجماع في 30 كانون الثاني (يناير) 1995، بعد التذكير بالقرارات السابقة بشأن إسرائيل ولبنان بما في ذلك القرارات 501 (1982)، 508 (1982)، 509 (1982) و520 (1982) وكذلك دراسة تقرير الأمين العام بطرس بطرس غالي حول قوة الأمم المتحدة المؤقتة في لبنان (اليونيفيل) المعتمدة في 426 (1978)، قرر المجلس تمديد ولاية اليونيفيل لستة أشهر أخرى حتى 31 يوليو 1995.
ثم أعاد المجلس التأكيد على ولاية القوة وطلب من الأمين العام بطرس بطرس غالي مواصلة المفاوضات مع الحكومة اللبنانية والأطراف الأخرى المعنية فيما يتعلق بتنفيذ القرارين 425 (1978) و426 (1978) وتقديم تقرير عن ذلك. ورحب بعزمه على تحقيق وفورات في مجالات الصيانة والدعم اللوجستي.

## روابط خارجية
- نص القرار في undocs.org